# توربو فست
توربو فست (انگلیسی: Turbo Fast) یک انیمیشن ساخته دریم‌ورکس انیمیشن است.